# Cordón nervioso ventral

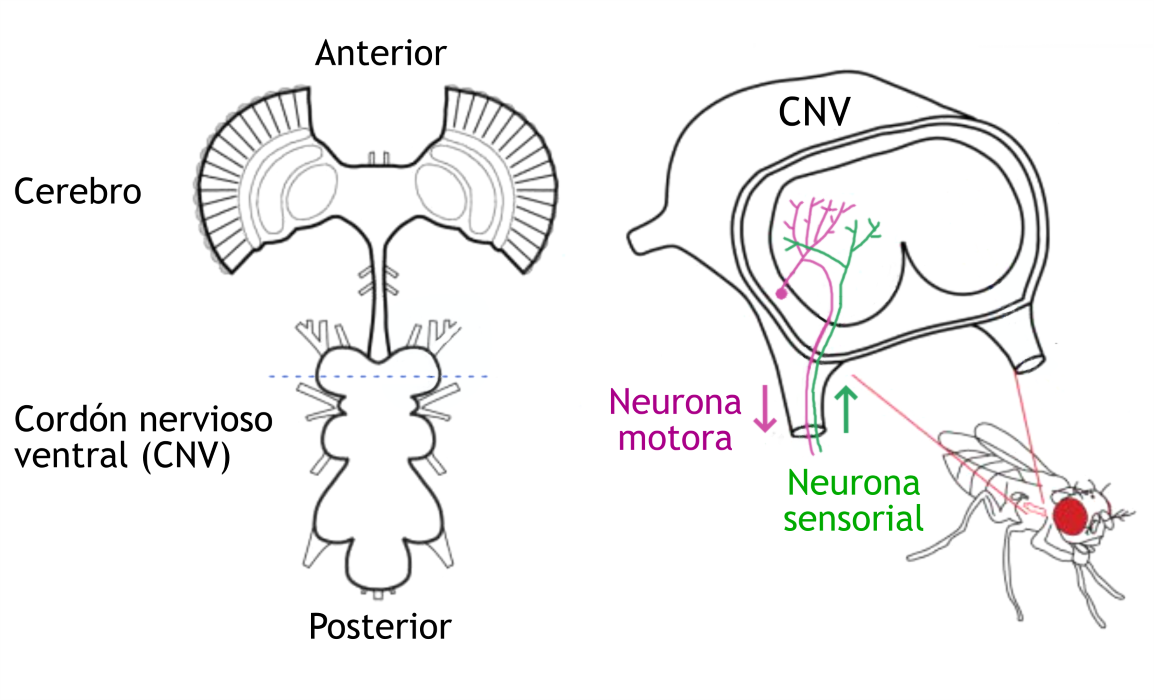
A la izquierda, esquema del sistema nervioso central de Drosophila, incluyendo el cerebro y el cordón nervioso ventral. A la derecha, sección transversal del cordón nervioso ventral, que ilustra la entrada sensorial y la salida motora. Adaptado con permiso de.

El cordón nervioso ventral es una de las principales estructuras del sistema nervioso central de los invertebrados. Es el equivalente funcional de la médula espinal de los vertebrados. El cordón nervioso ventral coordina la señalización neural del cerebro al cuerpo y viceversa, integrando la entrada sensorial y la salida locomotora. Dado que los artrópodos tienen un sistema circulatorio abierto, los insectos decapitados pueden caminar, acicalarse y aparearse, lo que demuestra que los circuitos de la médula nerviosa ventral son suficientes para realizar programas motores complejos sin entrada cerebral.

## Estructura
El cordón nervioso ventral discurre por el plano ventral ("vientre", en contraposición a la espalda) del organismo. Está formado por tejido nervioso y conectado al cerebro.
Las neuronas del cordón nervioso ventral están organizadas físicamente en neurómeros que procesan señales para cada segmento corporal. Los neurómeros anteriores controlan los segmentos corporales anteriores, como las patas delanteras, y los neurómeros más posteriores controlan los segmentos corporales posteriores, como las patas traseras. Los neurómeros están conectados longitudinalmente, de anterior a posterior, por tractos nerviosos fibrosos llamados conectivos. Los pares de hemisegmentos, correspondientes al lado izquierdo y derecho del cordón nervioso ventral, están conectados horizontalmente por tractos fibrosos llamados comisuras.
En el pequeño gusano Meara stichopi existe en cambio un par de cordones nerviosos dorsales.

## Función
Al igual que la médula espinal de los vertebrados, la función del cordón nervioso ventral es integrar y transmitir señales nerviosas. Contiene neuronas ascendentes y descendentes que transmiten información hacia y desde el cerebro, neuronas motoras que se proyectan en el cuerpo y hacen sinapsis en los músculos, axones de neuronas sensoriales que reciben información del cuerpo y del entorno, e interneuronas que coordinan los circuitos de todas estas neuronas. Además de las neuronas con pico que transmiten potenciales de acción, parte de la información neuronal se transmite a través de interneuronas sin pico. Estas interneuronas filtran, amplifican e integran señales neuronales internas y externas para guiar y controlar el movimiento y el comportamiento.

## Evolución
Los cordones nerviosos ventrales se encuentran en algunos filos de bilaterios, sobre todo en los nematodos, los anélidos y los artrópodos. Los cordones nerviosos ventrales están bien estudiados en los insectos, se han descrito en más de 300 especies de los principales órdenes y presentan una notable diversidad morfológica. Muchos insectos tienen un cordón nervioso ventral en forma de escalera de cuerda, compuesto por ganglios segmentarios separados físicamente. En cambio, en Drosophila, los neurómeros torácicos y abdominales son contiguos y todo el cordón nervioso ventral se considera un solo ganglio. La supuesta estructura ancestral común rara vez se observa; en cambio, los cordones nerviosos ventrales de la mayoría de los insectos muestran amplias modificaciones, así como convergencias. Las modificaciones incluyen cambios en la posición de los neurómeros, su fusión para formar ganglios compuestos y, potencialmente, su separación para volver a ganglios individuales. En organismos con neurómeros fusionados, los conectores siguen ahí, pero su longitud es muy reducida.

## Desarrollo
El cordón nervioso ventral de los insectos se desarrolla según un plan corporal basado en un conjunto segmentario de 30 neuroblastos emparejados y uno no emparejado. Un neuroblasto puede identificarse de forma única en función de su posición en el conjunto, su patrón de expresión molecular y el conjunto de neuronas tempranas que produce. Cada neuroblasto da lugar a dos hemilinajes: un hemilinaje "A" caracterizado por la señalización activa de Notch, y un hemilinaje "B" caracterizado por la ausencia de señalización activa de Notch. Las investigaciones en la mosca de la fruta D. melanogaster sugieren que todas las neuronas de un hemilinaje determinado liberan el mismo neurotransmisor primario.
Engrailed es un factor de transcripción que ayuda a regular el gen frazzled para separar los neuroblastos durante el desarrollo embrionario. La segregación de neuroblastos es esencial para la formación y el desarrollo del cordón nervioso ventral.